# Ringelsdorf-Niederabsdorf
Ringelsdorf-Niederabsdorf é um município da Áustria localizado no distrito de Gänserndorf, no estado de Baixa Áustria.